# Houli
Le houli (arabe : حُولِي), aussi appelé fouta (فوطة), melhafa (ملحفة) ou h'rem (حرام) dans certaines localités, est un habit traditionnel porté principalement par les femmes de Djerba en Tunisie. Il se présente comme un grand morceau d'étoffe rectangulaire, généralement de 120 à 140 centimètres de longueur et de 380 à 400 centimètres de largeur.

## Port

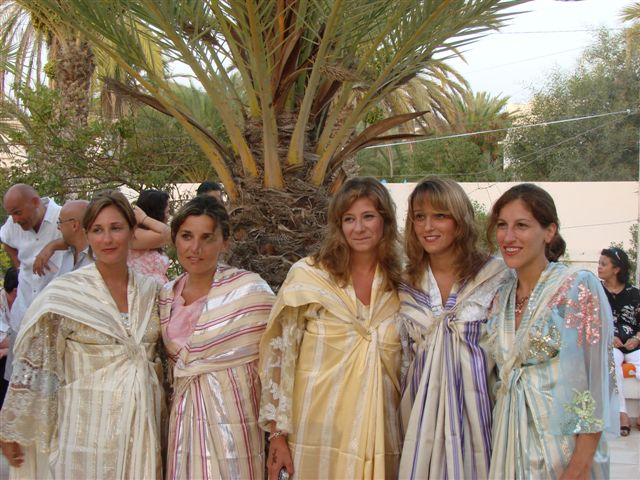
Houlis modernes de différentes couleurs.

Le drapé classique du houli est exclusif de Djerba ; l'étoffe se place autour du corps, au-dessus de la hassara, en prenant les deux extrémités supérieures passées chacune au-dessus d'une épaule sans trop serrer pour disposer de suffisamment d'étoffe pour se couvrir la tête. Des plis d'environ cinq à six centimètres chacun sont formés avec la partie centrale de l'étoffe qui couvre la partie antérieure du corps. Au moyen d'une grosse broche ou d'une grosse épingle (kh'lal), les plis et les extrémités de l'étoffe sont attachés ensemble pour retenir le houli. Le houli couvre alors le corps des épaules à la moitié des chevilles et permet de couvrir également la tête. Le houli peut être blanc — il se porte alors pour sortir dans la rue et s'attache sur le côté avec une seule des deux extrémités supérieures épinglée aux plis — ou coloré et se porte à l'intérieur en s'attachant au milieu de la poitrine, les deux extrémités supérieures étant fixées par le kh'lal sur les plis.
Le houli blanc en laine ou en coton était également porté par les hommes, surtout pendant la saison hivernale. Ils le drapaient différemment des femmes : en bas de la poitrine et sans plis comme la wazra. Ils n'utilisaient pas non plus de kh'lal et le retenaient à l'aide d'un nœud. Ils se couvraient aussi la tête pour s'abriter du soleil ou du froid. Cependant, il est extrêmement rare de voir un homme porter le houli de nos jours.
Le houli est aussi utilisé dans d'autres localités du Sud tunisien comme Médenine, Tataouine et Ben Gardane mais il se porte alors avec deux broches sur la poitrine (une à droite et une à gauche) et se retient avec une large ceinture de tissu nouée sur les hanches. Contrairement à Djerba, cette façon de draper le houli ne permet pas de couvrir la tête qui est alors couverte avec un bakhnoug ou une m'harma. Dans ces régions, le houli prend d'autres appellations (fouta, melia, etc).
Cet habit permet de savoir si elle est en tenue de travail (placé sur une large ceinture autour des hanches), participe à une fête ou effectue une visite de deuil. Cet habit et ces couleurs changent d'une localité à l'autre et les motifs permettent d'identifier les femmes selon leur localité d'origine. Le houli est aussi porté en Libye, mais il y est un peu plus grand que le houli djerbien.

## Modèles
Il existe plusieurs modèles de houlis, des classiques aux plus modernes. Les classiques sont tissés à la main et leur couleur va du violet foncé au bleu ciel. Quand le houli se portait systématiquement, il y existait des houlis d'hiver (en laine et autres tissus épais) et des houlis d'été. Désormais, le houli se porte surtout pendant les cérémonies et l'on voit de moins en moins de houlis d'hiver. Le houli blanc a presque disparu, n'étant porté que par quelques femmes âgées alors que son port était autrefois généralisé.
Le houli peut être de couleur unie, avec les bords rayés en deux ou trois couleurs, ou à rayures en deux ou plusieurs couleurs, avec les bords plus élaborés, ou encore à carreaux avec les bords rayés (portant alors le nom de houli hamsi). Les houlis modernes sont le plus souvent réalisés industriellement; ils ont généralement des couleurs chatoyantes et très variées, les modèles changeant très souvent.

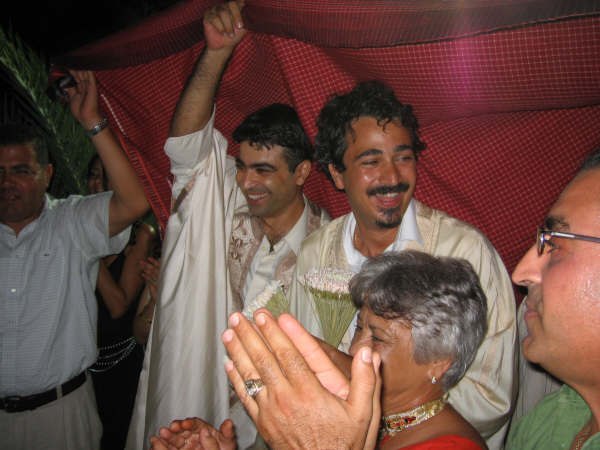
Beskri utilisé durant la berboura.

Le beskri est quant à lui un modèle de houli précieux dont les bords sont ornés de fils de soie naturelle, d'or et d'argent. Il se porte pendant les cérémonies et fait systématiquement partie du trousseau de la mariée djerbienne ; il peut aussi se transmettre de mère en fille. Il en existe seulement en deux couleurs : le rouge bordeaux et le bleu marine. Le beskri est utilisé lors de plusieurs cérémonies comme celle de la berboura où il sert à abriter le marié, son conseiller (ouzir) et quelques proches parentes lors de la procession.

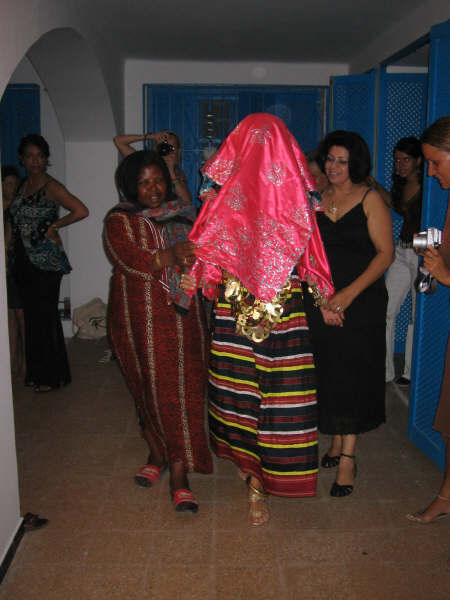
R'dé porté par la mariée le jour de la jeloua.

Le r'dé est un houli spécial, confectionné avec des rubans de couleurs diverses à dominance rouge foncé. La largeur des rubans est d'environ trois à quatre centimètres, cousus les uns aux autres horizontalement. Il est porté par la mariée le jour de la jeloua et, par la suite, dans de très rares occasions comme les cérémonies de mariage, lorsqu'elle est encore jeune mariée. Ce modèle se transmet de mère en fille. Les franges de la trame du houli se nouent à la main de façon plus ou moins élaborée en fonction de la valeur du houli. Le travail peut être très fin et prendre plusieurs jours pour les beskris et les houlis en soie naturelle.

## Coût
Le houli ordinaire est réalisé en matière synthétique et coûte un prix raisonnable alors que les houlis précieux, tissés à la main, en soie naturelle et avec des motifs élaborés, ont un prix assez élevé compte tenu des matériaux utilisés et du temps nécessaire pour le tissage et la finition.

## Aspects économiques
La fabrication du houli est une source de revenu non négligeable à Djerba, aussi bien pour de petites industries textiles locales que pour des familles d'artisans qui tissent le houli depuis des générations. Comme le houli se porte avec la hassara, son utilisation permet aussi à plusieurs brodeuses d'obtenir un revenu régulier.